# 小行星4419
小行星4419（4419 Allancook）是一颗绕太阳运转的小行星，为主小行星带小行星。该小行星于1932年4月24日发现。

## 轨道参数
小行星4419的轨道半长轴为3.0695606 UA，离心率为0.205。